# Wnętrzniaczek podziemny
Wnętrzniaczek podziemny (Gastrosporium simplex Mattir.) – gatunek grzybów z rodziny wnętrzniaczkowatych (Gastrosporiaceae).

## Systematyka i nazewnictwo
Pozycja w klasyfikacji według Index Fungorum: Gastrosporium, Gastrosporiaceae, Phallales, Phallomycetidae, Agaricomycetes, Agaricomycotina, Basidiomycota, Fungi.
Gatunek ten w 1903 r. opisał Oreste Mattirolo. Znalazł go wśród korzeni traw we Włoszech. Nazwę polską zaproponował Władysław Wojewoda w 2003 r.

## Morfologia
Owocnik
O średnicy 0,5–2 cm, mniej lub bardziej kulisty, miękki. Wyrasta ze sznura grzybniowego o grubości około 1 cm. Na takim sznurze grzybniowym wyrasta zwykle kilka połączonych z sobą owocników. Egzoperydium kredowobiałe, po dojrzeniu pękające płatami. Endoperydium początkowo białawe, galaretowato-przezroczyste, później szaroochrowe i nieprzezroczyste. Gleba początkowo biała lub białawoszara, później szaroochrowa i pyląca się w miarę dojrzewania.
Cechy mikroskopowe
Podstawki o wymiarach 15–40 × 5–9 µm, często 8-zarodnikowe. Zarodniki 4–4,5 µm, bladoochrowe, kuliste lub jajowate, gładkie, rozprzestrzeniające się z wiatrem.

## Występowanie i siedlisko
Znane jest występowanie wnętrzniaczka podziemnego w Eurazji, kilka znalezisk znajduje się również w Ameryce Północnej (w Kanadzie i USA) i Ameryce Południowej (Argentyna). Jest to gatunek rzadki, którego populacja na świecie ciągle zmniejsza się wskutek niekorzystnych dla niego zmian środowiskowych. W piśmiennictwie naukowym na terenie Polski do 2003 r. podano kilka stanowisk. W Polsce gatunek rzadki. Znajduje się na Czerwonej liście roślin i grzybów Polski. Ma status E – gatunek zagrożony wymarciem, którego przeżycie jest mało prawdopodobne, jeśli nadal będą działać czynniki zagrożenia. Znajduje się na listach gatunków zagrożonych także w Belgii, Czechach, Słowacji, Szwecji.
Grzyb półpodziemny. Jego owocniki początkowo rozwijają się pod ziemią, ale w trakcie dojrzewania pojawiają się na powierzchni gleby. Występuje w miejscach otwartych, suchych, o silnym nasłonecznieniu, wśród roślinności kserotermicznej, często na glebach gipsowych, pod ziemią wśród korzeni traw, zwłaszcza ostnicy włosowatej. Jego owocniki zaczynają się rozwijać jesienią, a dojrzewają wczesną wiosną.